# 천안 성불사 마애석가삼존십육나한상 및 불입상
천안 성불사 마애석가삼존십육나한상 및 불입상(天安 成佛寺 磨崖釋迦三尊十六羅漢像 및 佛立像)은 대한민국 충청남도 천안시 동남구, 성불사에 있는 고려시대의 불상이다. 2002년 8월 10일 충청남도의 유형문화재 제169호로 지정되었다.

## 개요
천안시 안서동 소재 성불사(문화재자료 제10호)는 고려 태조 4년 연기 도선 또는 고려 태조때의 혜선국사, 혜조대사가 창건하였다고 전하나 확실하지 않다.
대웅전 뒤편 산자락 끝에 우뚝 서있는 口꼴 바위의 양측면에 마애불이 새겨져 있는데, 암반의 전면(법당 후면쪽)에는 겨우 형체만 알아 볼 수 있는 불입상이, 우측면에는 석가삼존과 16나한상이 각각 부조로 새겨져 있다.
불입상은 고부조(高浮彫)상이나 바위의 절리현상으로 인하여 얼굴부분과 신체의 전면이 크게 떨어져나가 윤곽만 살펴 볼 수 있는데, 어렴풋이 남아있는 육계와 손의 형태, 의문 등은 고려시대의 불상양식을 따르고 있으며, 아래가 넓게 벌어진 대의 하단으로 발가락의 표현이 뚜렷한 오른발은 선명하게 남아 있으나 왼발은 떨어져 나가고 없다.
바위의 우측면 하단 중심부에는 커다란 연꽃대좌가 있고 좌우에는 공양상(또는 역사상) 2구가 있다. 큰 연꽃대좌 위의 작은 연꽃대좌에는 석가불(釋迦佛)로 추정되는 설법인(說法印)의 본존불이 결가부좌(結跏趺坐)로 앉아 있는데, 오른쪽 어깨를 드러낸 우견편단(右肩偏袒)을 하였으며 육계(肉계)의 구분이 없는 큰 머리에 눈과 입이 크게 표현된 둥글넓적한 형태의 얼굴이다.
좌우 입상의 협시보살과 16나한상은 마멸이 심하여 각각의 세세한 양식들과 특성은 알 수 없으나 서로 마주보는 모습, 수도하는 모습 등 매우 자유스럽고 다양한 자세들을 하고 있을 뿐만 아니라, 각각의 나한들 주위 바위 면을 둥글게 파서 마치 감실이나 동굴 속에 있는 것처럼 표현하였다.
성불사 불상군은 바위의 한 면에 석가삼존과 16나한을 부조한 작품으로 현재로서는 국내에서 거의 유일한 예이며 다만, 고려시대 불화 중에서 14세기로 추정되는 호암미술관 소장의 ‘석가삼존·16나한도’가 있을 뿐이다.
이 불화와 성불사의 ‘마애석가삼존·16나한상’은 주제라든지 석가삼존과 16나한 그리고 두 명의 공양상으로 이루어져 있는 구성에서도 공통점을 찾을 수 있는 바, 14세기 불화에서 보여주는 도상이 남아 있고, 도식화가 덜 된 점에서 14세기에서 15세기의 작품으로 추정된다.

## 참고 자료
- 천안성불사마애석가삼존16나한상및불입상 - 국가유산청 국가유산포털